# Bảo tàng Luxembourg

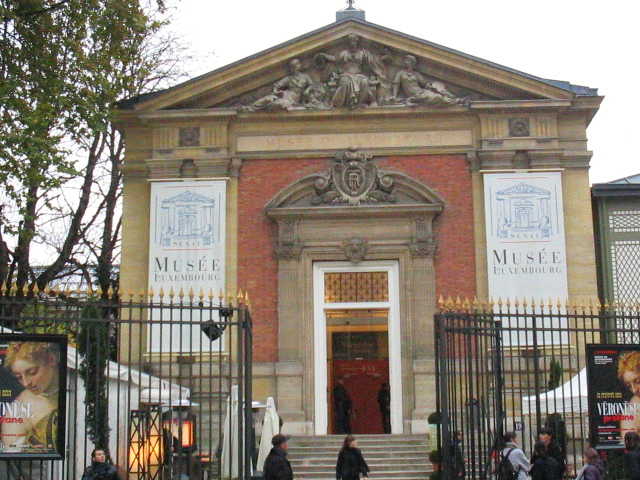
Bảo tàng Luxembourg

Bảo tàng Luxembourg (tiếng Pháp: Musée du Luxembourg) là một bảo tàng nhỏ ở Quận 5 thành phố Paris. Nằm trong khu vườn cùng tên, Bảo tàng Luxembourg thuộc sự quản lý của Thượng nghị viện Pháp, cơ quan có trụ sở gần đó. Đây từng là nơi tổ chức cuộc triển lãm các họa phẩm sở hữu của hoàng gia Pháp vào năm 1750, sự kiện thúc đẩy Bảo tàng Louvre ra đời. Trước khi Bảo tàng Orsay thành lập, Bảo tàng Luxembourg là nơi lưu giữ nhiều tác phẩm nghệ thuật thế kỷ 19 quan trọng. Hiện nay, đây còn là địa điểm triển lãm thu hút của Paris. 